# Национальный оркестр Страны Басков
Национальный оркестр Страны Басков (исп. Orquesta Sinfónica de Euskadi, баск. Euskadiko Orkestra Sinfonikoa) — испанский симфонический оркестр, базирующийся в Сан-Себастьяне. Основан в 1982 г. по инициативе департамента культуры правительства Страны Басков.
Оркестр уделяет много внимания творческому наследию местных композиторов: он, в частности, записал уже десять монографических альбомов, посвящённых музыке Франсиско Эскудеро, Пабло Соросабаля и других авторов.

## Музыкальные руководители
- Энрике Хорда (1982—1984)
- Максимиано Вальдес (1985—1986)
- Матиас Кунч (1987—1989)
- Мигель Анхель Гомес Мартинес (1989—1993)
- Ганс Граф (1994—1997)
- Марио Венцаго и Гилберт Варга (1998—2001)
- Гилберт Варга и Кристиан Мандял (2001—2008)
- Кристиан Мандял (2008—2009)
- Андрес Ороско-Эстрада (2009—2013)
- Юн Меркль (2013—2017).
- Роберт Тревиньо (с 2017 г.)